# Nghĩa trang Tưởng niệm Piskaryovskoye

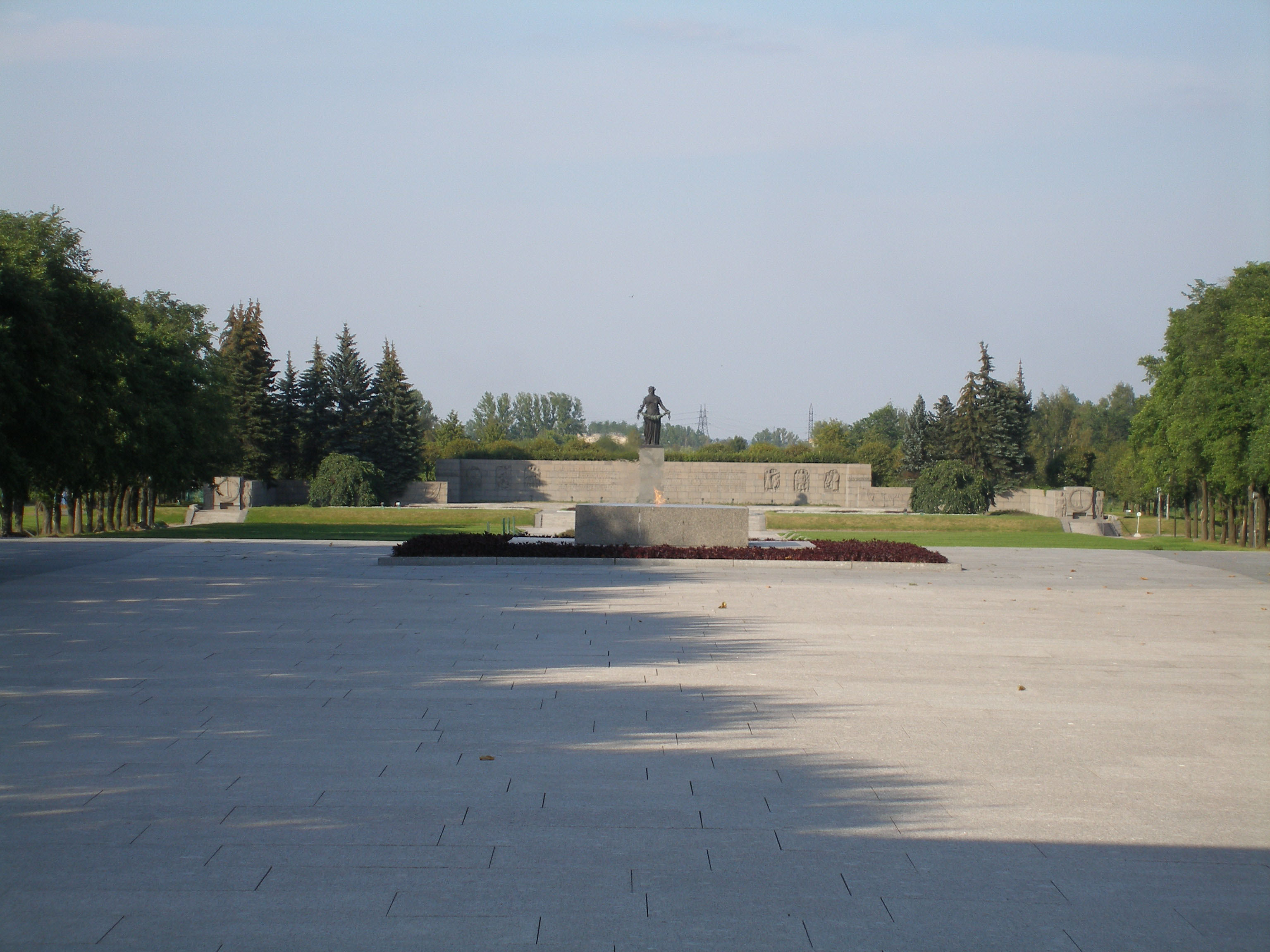
Nghĩa trang Tưởng niệm Piskaryovskoye

Nghĩa trang Tưởng niệm Piskaryovskoye (tiếng Nga: Пискарёвское мемориальное кладбище) nằm ở phía bắc thành phố Saint Petersburg, là một trong những nơi chôn nạn nhân của cuộc bao vây Leningrad và những người lính của mặt trận Leningrad.
Nghĩa trang Piskaryovskoye được thành lập vào năm 1939 ở vùng ngoại ô phía bắc của Leningrad và được đặt tên theo ngôi làng Piskaryovka ở gần đó. Trong các năm 1941-1944 nó đã trở thành một nơi của các ngôi mộ tập thể chôn cất nạn nhân của cuộc bao vây Leningrad và lính của mặt trận Leningrad (khoảng 470.000 người, theo các nguồn khác là 520.000 người. Phần lớn số người chết vào mùa đông năm 1941-1942.
Khu tưởng niệm do Alexander Vasiliev và Yevgeniy Levinson thiết kế và được khai trương vào ngày 09 tháng 5 năm 1960.
Trên bức tường đá bên con đường từ Ngọn lửa Vĩnh cửu dẫn vào tượng đài Mẹ - Tổ quốc có khắc những dòng thơ của nữ thi sĩ Olga Berggolts:

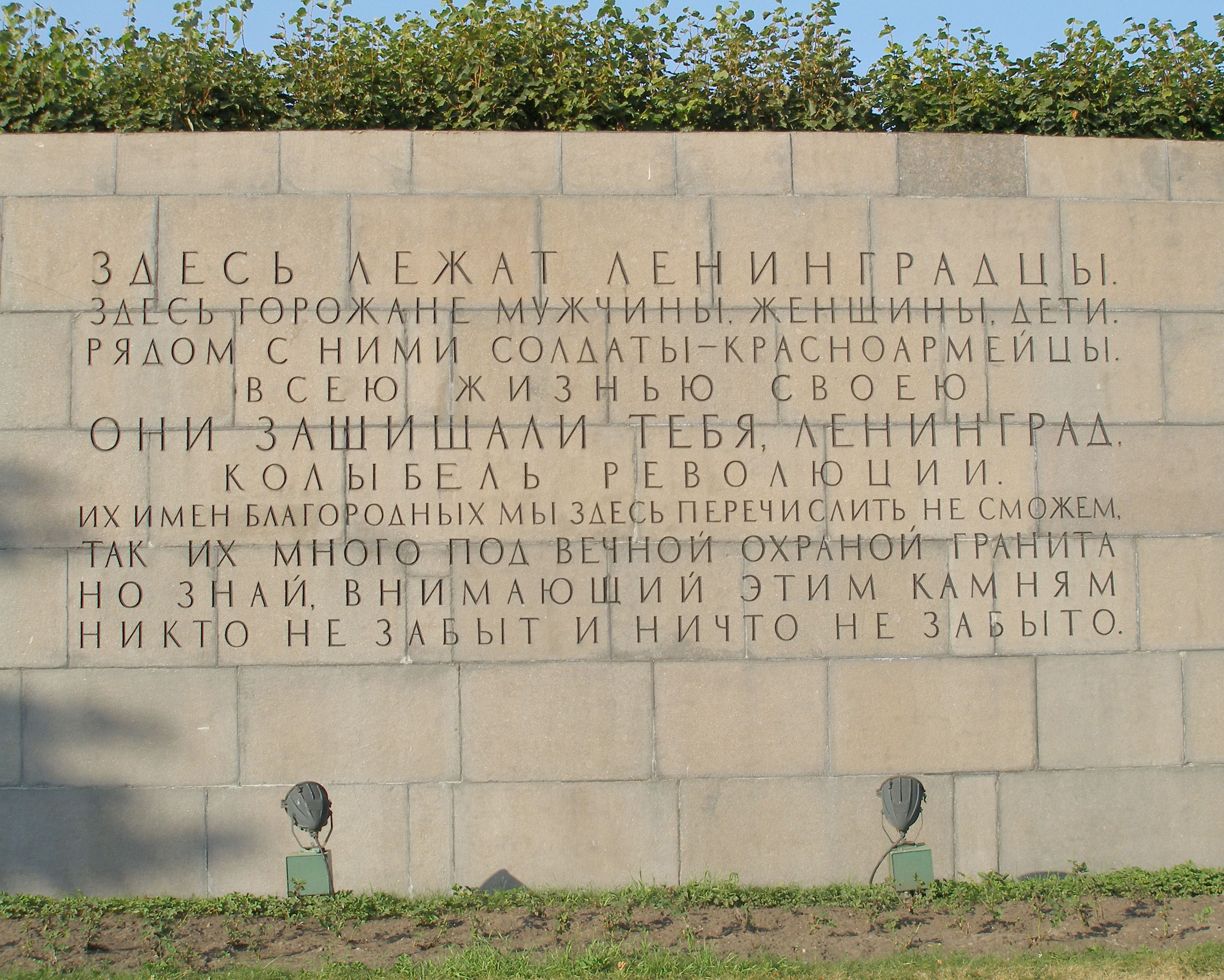
Thơ Olga Berggolts

 
Nằm ở đây là những người dân Leningrad
Những trẻ em, những phụ nữ và những đàn ông
Còn bên cạnh họ là những người lính Hồng quân.
Họ đã dâng tất cả cuộc đời mình
Để bảo vệ thành phố quê hương
Cái nôi của cách mạng, thành phố Leningrad.
Những cái tên cao quí mà ta không thể nào đếm hết
Chúng được bảo vệ muôn đời bởi đá hoa cương
Nhưng bạn hãy nhớ rằng – khi nhìn bao phiến đá:
Không ai bị lãng quên, không điều gì bị lãng quên.
(Здесь лежат ленинградцы.
Здесь горожане - мужчины, женщины, дети.
Рядом с ними солдаты-красноармейцы.
Всею жизнью своею
Они защищали тебя, Ленинград,
Колыбель революции.
Их имен благородных мы здесь перечислить не сможем,
Так их много под вечной охраной гранита.
Но знай, внимающий этим камням:
Никто не забыт и ничто не забыто).